# Demet Bozkurt
Demet Bozkurt (* 20. Februar 1996 in Sarıyer) ist eine türkische Fußballspielerin.

## Privates
Bozkurt wurde am 20. Februar 1996 in Sarıyer geboren. Sie studierte an der Marmara-Universität.

## Karriere

### Verein
Von 2010 bis 2017 spielte Bozkurt für den Verein Kireçburnu Spor. In der zweiten Hälfte der Saison 2016–17 wechselte sie bei Beşiktaş Istanbul. Anschließend nahm sie an der UEFA Women’s Champions League 2019/20 teil. 2021 wechselte sie zu Fenerbahçe SK.

### Nationalmannschaft
Bozkurt wurde 2015 in die Türkische Frauen-U19-Nationalmannschaft aufgenommen und debütierte am 19. März 2015 im Freundschaftsspiel gegen Bosnien-Herzegowina. Zudem nahm sie an zwei Spielen der Qualifikation für die UEFA-U19-Frauenmeisterschaft 2015 teil. Bisher absolvierte sie 3 Länderspiele.